# Слава и сан
Слава и сан  је тв филм из 1972. године који је режирао Вук Бабић. 

## Улоге
| Глумац           | Улога           |
| ---------------- | --------------- |
| Жарко Митровић   | Отац            |
| Мира Ступица     | Мајка           |
| Михајло Јанкетић | Џо              |
| Бранко Милићевић | Џоов млађи брат |
| Снежана Никшић   |                 |
| Иван Бекјарев    |                 |